# Miss Venezuela 1984
El Miss Venezuela 1984 fue la trigésima primera (31°) edición del certamen Miss Venezuela, se celebró en Caraballeda, estado Vargas, Venezuela, el viernes 11 de mayo de 1984, después de varias semanas de eventos y actividades preparatorias. La ganadora del concurso fue Carmen María Montiel, Miss Zulia, quien fue coronada por su antecesora Paola Ruggeri, Miss Venezuela 1983.
El concurso fue transmitido en vivo por Venevisión desde el Teatro del Hotel Macuto Sheraton en Caraballeda, estado Vargas. Además, a partir de ese año la dirección general del programa fue encomendada a Erik Simonato.

## Resultados
| Resultado                                    | Candidata                           |
| -------------------------------------------- | ----------------------------------- |
| Miss Venezuela 1984                          | - Zulia - Carmen María Montiel      |
| 1.ª Finalista / Miss World Venezuela         | - Miranda - Astrid Carolina Herrera |
| 2.ª Finalista / Miss Venezuela Internacional | - Nueva Esparta - Miriam Leydermann |
| 3.ª Finalista                                | - Carabobo - Carla Mariani          |
| 4.ª Finalista                                | - Delta Amacuro - Mirla Ochoa (†)   |
| 5.ª Finalista                                | - Barinas - María Teresa Ambrosino  |
| 6.ª Finalista                                | - Aragua - Carolina Cristancho      |
| 7.ª Finalista                                | - Apure - Ana Rosa Abad             |

### Premiaciones especiales
| Premio                                                                      | Candidata Ganadora                |
| --------------------------------------------------------------------------- | --------------------------------- |
| Miss Fotogénica (electa por el Círculo de Reporteros Gráficos de Venezuela) | Miranda - Astrid Carolina Herrera |
| Miss Amistad                                                                | Mérida - Maribel Aguilar          |
| Miss Elegancia                                                              | Guárico - Alejandra Castro Egui   |
| Miss Simpatía                                                               | Amazonas - Consuelo Borges        |

## Jurado Calificador
- Milagros De Armas de Fantés
- Federico Fantés - Director de Publicidad del Bloque Dearmas
- Flor Isava-Fonseca - Miembro del Comité Olímpico Internacional
- Abelardo Raidi - Periodista y columnista del diario El Nacional
- Irene Sáez - Miss Venezuela 1981 y Miss Universo 1981
- Eduardo Marturet - Director de orquesta
- Carolina Herrera - Diseñadora
- Miguel Osío - Gerente del diario El Universal
- Marianella Salazar - Periodista y conductora de televisión
- Héctor Collins - Jefe de información del diario El Mundo
- Irma Galindo
- Francisco Mayorga - Jefe de información del diario Últimas Noticias
- Régulo Pérez - Artista plástico y Premio Nacional de Pintura y Dibujo de Venezuela
- Sixto Bermúdez - Presidente del Comité Venezolano de la Belleza
- Patty Montaño - Representante artístico de Fernando Allende

## Candidatas Oficiales
| Estado              | Candidata                               |
| ------------------- | --------------------------------------- |
| Amazonas            | Consuelo Borges Hernández               |
| Anzoátegui          | Mariela Salma Caminiti                  |
| Apure               | Ana Rosa Abad Perdomo                   |
| Aragua              | Annette Carolina Cristancho Gruber      |
| Barinas             | María Teresa Ambrosino D'Amico          |
| Bolívar             | Petra María -Mery- Muñoz Ojeda          |
| Carabobo            | Carla Giovanna Teresa Mariani Casentini |
| Cojedes             | Yurby Josefina Bolaños García           |
| Delta Amacuro       | Mirla Rociel Ochoa Silva †              |
| Departamento Vargas | Martha Alida Salas Castro               |
| Distrito Federal    | Antoinette Medina González              |
| Falcón              | Mary Loly Alba                          |
| Guárico             | Maria Alejandra Castro Egui             |
| Lara                | Esther Querales Pérez                   |
| Mérida              | Marina Maribel Aguilar Meza             |
| Miranda             | Astrid Carolina Herrera Irazábal        |
| Monagas             | María de los Ángeles Morales Pavía      |
| Nueva Esparta       | Miriam Leydermann Eppel                 |
| Portuguesa          | Gloriliana Mercedes Mercedes Valdez †   |
| Sucre               | Morelia Chávez González                 |
| Táchira             | María Alejandra Niño Berti †            |
| Yaracuy             | Irene Dajdaj Firgau                     |
| Zulia               | Carmen María Montiel Ávila              |

## Eventos posteriores y Notas
- Carmen María Montiel (Zulia), quien con posterioridad desarrollaría una carrera como presentadora, periodista y politóloga, argumentó que pese a estar destinada en un principio a ganar el certamen Miss Universo 1984, su victoria se vio frustrada por decisión de la actriz Lucía Méndez, miembro del jurado; según Montiel, Méndez (de nacionalidad mexicana) no votó por ella a causa del reciente y polémico abandono de José Luis Rodríguez "El Puma" (de nacionalidad venezolana, al igual que Montiel) de la telenovela Tú o nadie (1985), en la que ambos iban a interpretar a los personajes principales.[2]

- Astrid Carolina Herrera (Miranda), quien posteriormente obtendría el título de Miss Mundo 1984, desarrolló una exitosa carrera como actriz en su país natal.

- Miriam Leydermann (Nueva Esparta), 1.ª finalista en Miss Internacional 1984, ejerció como periodista para más tarde dedicarse al mundo del arte.

- Carolina Cristancho (Aragua) se convirtió tras su paso por el certamen en una reconocida actriz y presentadora.

- María Alejandra Niño (Táchira), quien tras el certamen se convertiría en abogada, murió en un accidente de tránsito el 20 de julio de 1990. En el automóvil también viajaban su hermana y el fotógrafo Samuel Trevisi, quienes sobrevivieron al accidente.[3]

- Mercedes Mercedes (Portuguesa), a quien la prensa acusó de haber ejercido la prostitución,[4] murió  apuñalada por una mujer en Ciudad Bolívar en 1993.[5][6]

- Alejandra Castro Egui (Guárico), quien obtuvo la banda de Miss Elegancia, es hermana de Magaly Castro Egui, Miss Venezuela 1966.

- Consuelo Borges (Amazonas) protagonizó uno de los momentos más icónicos de la historia del Miss Venezuela. Al inicio de un desfile en el que las candidatas debían presentarse individualmente (todas las aspirantes acababan de participar en un número circense), Borges, quien era la primera en salir y aún llevaba puesto el traje de la actuación anterior, se vio obligada por falta de tiempo a cambiarse de ropa apresuradamente, apareciendo de manera precipitada ante las cámaras con el cabello despeinado y el maquillaje sin retocar. La joven, quien salió llorando al escenario, pronunció durante su presentación una frase que décadas después se haría famosa gracias a su difusión en redes sociales: "Me van a disculpar, pero no tuve tiempo de retocarme".[6] Sumado a esto, hacia el final de la gala, mientras Borges acudía a recoger el premio Miss Simpatía (erróneamente llamado Miss Amistad por Raúl Velasco), se le cayó un pendiente.